# 칼 로저스

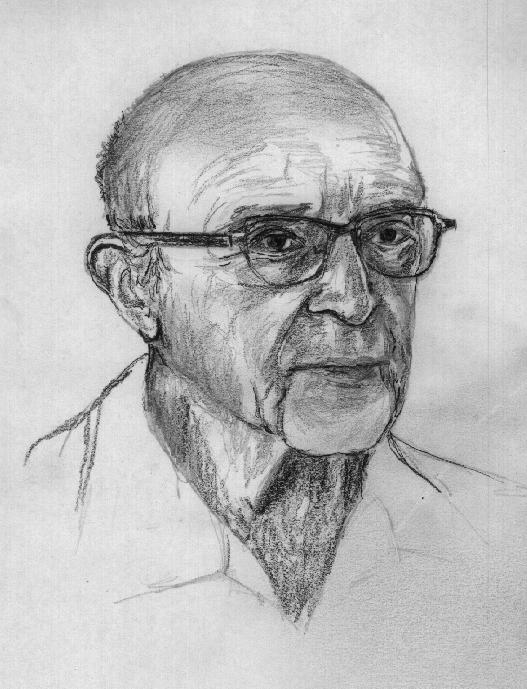
칼 로저스

칼 랜섬 로저스(영어: Carl Ransom Rogers, 1902년 1월 8일 ~ 1987년 2월 4일)는 미국의 심리학자이다. 1940년대에 인간 중심 치료를 개발하여 인간성 심리학을 개척했다.

## 생애
1902년 1월 8일 시카고 외곽 오크 파크에서 6남매 중 넷째로 태어났다. 위스콘신 매디슨 대학교 농업학과에 입학했다. 1922년에(20세) 국제 기독교 프로그램에 참여해 중국에 다녀온 이후, 목사가 되기로 하고 진로를 변경했다. 컬럼비아 대학교 교육대학원에 입학하여 1928년에 석사학위, 1931년에 박사학위를 받았다.
1935년부터 1940년까지 로체스터 대학교에서 강의를 하였으며, 1939년 첫 번째 저서인 The Clinical Treatment of the Problem Child를 썼다. 1940년 오하이오 주립대학교 교수가 되었으며, 1942년에 2번째 저서인 Counseling and Psychotherapy를 썼다. 1945년 카운셀링 센터 설립을 위해 시카고 대학교 교수로 초빙되었으며, 1947년 미국 심리학회(APA) 회장이 되었다.
1987년 2월 4일 사망했으며, 며칠 뒤에 노벨 평화상 후보로 추천되었다.

## 인간 중심 치료
로저스가 창시한 인간 중심 치료(PCT, Person-centered therapy)는 기존의 정신병원에서의 명령적 지시적 요법이 아닌, 비지시적 요법으로서, 상담을 위주로 하여 환자를 치료하는 방법이다. 오늘날 흔히 미국 영화에서 나오는 심리치료사와 환자가 자주 만나서 이야기를 하는 방식의 치료가 바로 인간 중심 치료이며, 이를 1940년대에 창시한 것이 칼 로저스다. 보통 심리치료사는 의과대학을 졸업하지 않고, 심리학과 학위 및 대학원 석사학위이상을 취득해야하는 것으로 알려져있다.
로저스는 인간은 경험하는 유기체로서 자신을 실현화하기 위한 기본적 동기를 갖고 있다고 본다. 인간중심 접근 상담자는 유기체의 지혜를 믿으며 인간이 기본적으로 신뢰로운 유기체라고 본다. 로저스는 “경험은 나에게 최고의 권위다”라고 말한 것처럼, 그는 유기체의 경험을 중시하였다. 개인이 자신이나 자기로서 보는 현상학(phenomenology)적 장의 이러한 부분이 자아다. 자아는 조직화되고 일관된 게슈탈트로 상황이 변함에 따라 끊임없이 형성되는 과정에 있다. 유기체는 하나의 기본적 경향성과 추구를 가지고 있는데 그것은 경험하는 유기체를 실현하고, 유지하고, 향상시키는 것이다. 로저스는 상담자가 내담자의 변화를 위해 가져야 할 필요 충분한 세 가지 태도로서 일치성, 공감적 이해, 무조건적 긍정적 존중을 제시하였다.

## 내담자 중심이론
로저스는 인간은 누구나 현실을 각기 달리 지각하고, 주관적인 경험이 행동을 지배하며, 외부 현실보다는 오히려 자신의 내부적인 경험에 의한다고 믿었다. 마찬가지로 그는 개인을 이해할 수 있는 유일한 방법은 그들의 개인적인 세계에 들어가서 그들의 내적 참조 체제(internal frame of reference)를 이해하는 것이라고 믿었다. 즉, 다른 사람을 이해하기 위해서는 판단하는 것을 멈추고 그 사람이 어떠한 것을 바라보는 대로 그것을 보려고 노력할 필요가 있다. 로저스에 따르면, 사람에게 유일하게 기본적으로 동기화된 힘이 있다면 사람은 누구나 자신이 꼭 되고자 하는 방향으로 추진한다는 자기실현 경향이 있다. 인간이 타고난 성장 잠재력을 가지고 있기 때문에 적응 유연성이 있고, 역경에서 금방 회복할 수 있다고 믿었다.
로저스는 유기체적인 가치화 과정(OVP,Organismic Valuing Process)과 ‘충분히 기능하는 사람’(Fully functioning person) 사이의 가설 경로를 가정했다. 그는 모든 사람이 각자 자신의 자아개념에 따라 실제 경험을 만나도록 이끄는 자기실현 경향성이 있다고 믿었다. 그러한 적합성이 있을 때 자기인식은 기본적이며, 진정한 감정, 자기수용으로써 가치가 있다. 경험들은 OVP(유기체적인 가치화 과정)에 따라 평가되는데, 그것은 유기체의 기본적 요구와 필요에 따른 것이다.

## CIA 연구
1950년대부터 1960년대까지 로저스는 CIA로부터 연구비를 지원받았던것으로 알려진바있다. 이 자금은 인간 생태학 조사 협회(Society for the Investigation of Human Ecology) 명의로 집행되었으며, 이후에는 인간 생태학 기금(Human Ecology Fund)이라고 불렸다. 로저스가 위스콘신 대학교 교수로 재직하는 동안 이 협회의 협회장을 맡았다고 알려진바있다.

## 같이 보기
- 에이브러햄 매슬로우
- 윌리엄 제임스
- 실존철학